# Australian Open 1974
L'Australian Open 1974 è stata la 62ª edizione dell'Australian Open e prima prova stagionale dello Slam per il 1974. Si è disputato dal 26 dicembre 1973 al 1º gennaio 1974 sui campi in erba del Kooyong Stadium di Melbourne in Australia. Il doppio misto non si è disputato.

## Partecipanti

### Teste di serie
| Nazionalità   | Giocatore            | Ranking | Testa di serie |
| ------------- | -------------------- | ------- | -------------- |
| Australia     | John Newcombe        | 2       | 1              |
| Stati Uniti   | Jimmy Connors        | 3       | 2              |
| Australia     | John Alexander       | 29      | 3              |
| Svezia        | Björn Borg           | 18      | 4              |
| Germania      | Karl Meiler          | 32      | 5              |
| Australia     | Colin Dibley         | 39      | 6              |
| Nuova Zelanda | Onny Parun           | 40      | 7              |
| Australia     | Ross Case            | 42      | 8              |
| Australia     | Phil Dent            | 49      | 9              |
| Australia     | Dick Crealy          | 51      | 10             |
| Australia     | Geoff Masters        | 52      | 11             |
| Australia     | Allan Stone          | 60      | 12             |
| Australia     | Bob Giltinan         | 144     | 13             |
| Australia     | Barry Phillips Moore | 64      | 14             |
| Australia     | Bob Carmichael       | 80      | 15             |
| Australia     | John Cooper          | 86      | 16             |

## Risultati

### Singolare maschile
Jimmy Connors ha battuto in finale  Phil Dent con il punteggio di 7–6(7), 6–4, 4–6, 6–3.

### Singolare femminile
Evonne Goolagong Cawley ha battuto in finale  Chris Evert con il punteggio di 7–6(0), 4–6, 6–0.

### Doppio maschile
Ross Case /  Geoff Masters hanno battuto in finale  Syd Ball /  Bob Giltinan con il punteggio di 6–7, 6–3, 6–4.

### Doppio femminile
Evonne Goolagong Cawley /  Peggy Michel hanno battuto in finale  Kerry Harris /  Kerry Melville Reid con il punteggio di 7–5, 6–3.

### Doppio misto
Il doppio misto non è stato disputato tra il 1970 e il 1985.